# África Austral
África Austral, África Meridional o África del Sur es una de las veintidós subregiones en que la ONU divide el mundo. Está compuesta por cinco países: Botsuana, Lesoto, Namibia, Suazilandia, Sudáfrica.
Limita al norte con África Central, al noreste con África Oriental, al este y sur con el océano Índico y al oeste con el océano Atlántico.
Posee, junto al África Central, algunas de las poblaciones con culturas más antiguas del mundo. Los hotentotes, los bosquimanos y los pigmeos eran los pueblos originarios, pero en la actualidad forman minorías reducidas y los pueblos bantúes son los mayoritarios. Esta parte de África aglutina buena parte de población blanca de origen europeo e indio.
La región afronta problemas parecidos al resto del continente: las consecuencias del colonialismo y el neocolonialismo en la vida y en la economía de estos estados, junto con la corrupción y la mayor incidencia del mundo del VIH son factores que frenan su desarrollo. El objetivo común es la obtención de la estabilidad política y económica; para facilitar la cooperación entre los diversos estados de la región se ha creado el Comité para el Desarrollo de África Austral (SADC).

## Geografía

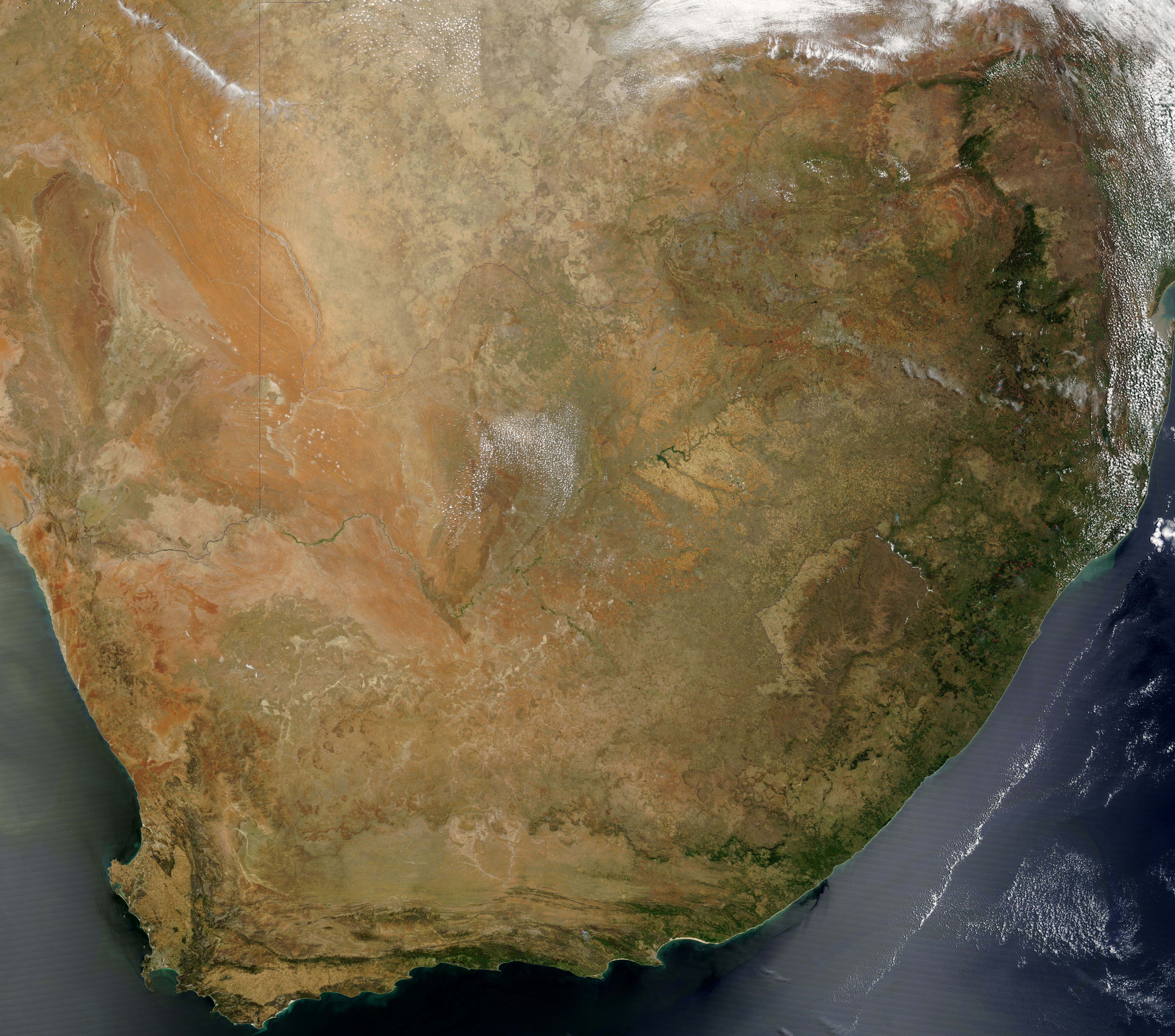
Imagen satelital compuesta de Sudáfrica, país de la región austral de África.

El terreno en África Austral es variado, por lo general yendo desde bosques a desiertos y amplias praderas. Contiene una región costera baja y montañas.
En términos de recursos naturales, la región posee la reserva más grande de platino y de elementos relacionados con este, como cromo, vanadio y cobalto, al igual que uranio, oro, titanio, hierro y diamantes.

## Economía
La región posee una economía diferente al resto del continente. La mayor parte de su exportación es producto de explotación mineral de elementos como platino, diamantes, oro y uranio, pero tiene como elemento homogeneizador, el problema de compartir muchas de las situaciones que afectan a toda la región. Si bien el colonialismo europeo se retiró en su mayoría del país ha dejado una fuerte huella en las relaciones históricas, sociales y económicas, a día de hoy, la corrupción política, la fuerte injerencia de multinacionales, la explotación y los problemas relacionados al VIH/sida son los principales factores que impiden el crecimiento. La búsqueda de estabilidad económica y política son sin duda los principales objetivos de la Comunidad de Desarrollo de África Austral.
Sudáfrica es considerada como la gran potencia de la región. El PIB de este país en solitario es varias veces mayor que el de todos los demás países de la región.

## Medio ambiente
Sudáfrica tiene una amplia variedad de ecorregiones, que incluyen praderas, sabanas, bushveld y mesetas desérticas (karoo).
A pesar de los problemas notables que han ocurrido en los hábitats de esta región debido a la acción del ser humano, como la caza furtiva y el desarrollo enfocado en la exportación, hay numerosas áreas que cuentan con especies salvajes, por ejemplo el rinoceronte blanco, león, impala, kudu, leopardo, elefante, mono vervet y el ñu. Posee una compleja geografía, con muy grandes montañas a lo largo de la frontera sudafricana.